# Schijfencryptie
Schijfencryptie is een technologie waarbij een harde schijf of solid state drive wordt voorzien van encryptie met als doel het ontoegankelijk maken van gegevens die op het schijfstation zijn opgeslagen. Naast een vast opslagstation kan men ook een USB-stick, geheugenkaartje of externe harde schijf van encryptie voorzien.

## Methoden
Versleuteling van een schijfstation kan worden uitgevoerd voor de gehele schijf of slechts een afzonderlijke partitie. De gegevens op de opstartschijf van het besturingssysteem moeten onversleuteld beschikbaar zijn, of via een bootmanager gedecodeerd kunnen worden. Om de gegevens uit te lezen moet de gebruiker meestal een wachtwoord invoeren. Andere authenticatiemethoden zijn onder meer met tokens, vingerafdrukken, PIN-codes of speciale chipkaarten.
De versleuteling van de gegevens kan hardwarematig worden ondersteund, bijvoorbeeld met de Trusted Platform Module (TPM) of schijven met speciale firmware. De keuze van de encryptiemethode heeft invloed op het bereikte veiligheidsniveau.

## Software
Coderingsprogramma's zijn beschikbaar voor vrijwel elk besturingssysteem. Bij sommige zijn deze al ingebouwd.

### Windows
Vanaf Windows 2000 heeft Microsoft het bestandssysteem EFS voor NTFS-schijven, waarmee de gebruiker mappen en bestanden kan versleutelen. EFS is ook ingebouwd in Windows XP (Professional), Windows Server 2003 en 2003 R2, Windows Vista (Business en Ultimate) en Windows 7. Vanaf Vista is er ook het BitLocker-programma.

### Linux en macOS
Onder Linux kan men Loop-AES en dm-crypt gebruiken. Apples macOS wordt geleverd met FileVault voor de versleuteling.

### Overige
Andere propriëtaire programma's die voor versleuteling gebruikt kunnen worden zijn:
- PGP Whole Disk Encryption van PGP Corporation
- SafeGuard Easy en Enterprise van Sophos
- SafeBoot Device Encryption van SafeBoot
- BestCrypt Volume Encryption van Jetico
- Pointsec for PC / Linux van Check Point Software
- DriveCrypt Plus Pack van SecurStar
- Encrypt Disc for BitLocker van IDpendant
- Free CompuSec van CE-Infosys
- EgoSecure HDD Encryption van EgoSecure
- DriveLock van CenterTools
- SecureDoc van WinMagic

## Nadelen
Aangezien voor leestoegang ook decodering van het betreffende bestand nodig is, kunnen merkbare snelheidsverliezen optreden als de processor geen ingebouwde decodering heeft. Dit is vooral een probleem bij grotere bestanden die niet gedurende lange tijd door het systeem in het werkgeheugen kunnen worden bewaard.